# جیمز هوپ مولتون

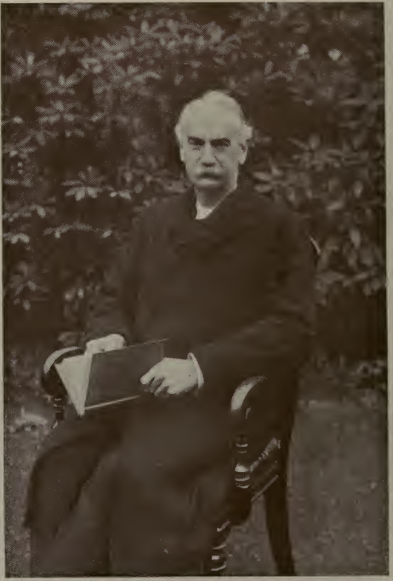
نگاره‌ای از جیمز هوپ مولتن، محقق بریتانیایی

جیمز هوپ مولتن (به انگلیسی: James Hope Moulton)‏ (۱۸۶۳–۱۹۱۷) محقق بریتانیایی بود. شهرت او بیشتر به خاطر تحقیقاتش دربارهٔ انجیل به زبان یونانی است. او در سال ۱۹۰۶ میلادی انجیل خود را به زبان یونانی انتشار داد. همچنین، کتاب‌ها و مقالات بسیاری از او دربارهٔ زرتشت به چاپ رسیده‌است. از جمله کتاب‌های او طلیعهٔ مذهب زرتشت است که در سال ۱۹۱۳ به چاپ رسید. مولتن، چهار سال پس از انتشار این کتاب، در سال ۱۹۱۷ قربانی حملهٔ یک زیردریایی جنگی آلمانی شد و در دریا به قتل رسید.

## نظرات مولتن
مولتن اعتقاد داشت که گات‌ها بدون شک سخنان به‌جامانده از خود زرتشت، بانی و مؤسس دین یکتاپرستی ایران باستان است. قسمت‌های دیگر اوستا که از نظر محتوا با گات‌ها متفاوت‌اند، بعد از مرگ زرتشت و در طی قرون متمادی به اوستا اضافه شده‌اند. مولتن تأکید داشت که برای شناخت آئین زرتشت فقط و فقط باید به گات‌ها توجه کرد و از روی آن قضاوت کرد. مغها بعد از تغییر دین و زرتشتی شدن بسیار از عقاید کهن خود را به آئین زرتشت افزودند. مولتن همچنین عقیده داشت که امشاسپندان در آئین زرتشت از صفات اهورامزدا هستند نه آنکه وجود خارجی داشته‌باشند. آئین زرتشت بر پایهٔ یکتاپرستی است و اهورامزدا خدای یگانه و قادر متعال است اما بعداً مطالعه‌کنندگان به اشتباه این آئین را آئین دوگانه‌پرستی دانستند. این اشتباه از آن‌جا ناشی شد که دو قوهٔ اشا و دروج را دو عامل اصلی پنداشتند. مولتن، زرتشت را از اتهام دوگانه‌پرستی مبری می‌دانست.